# 陳聰明
陳聰明（1941年11月16日—）台湾宜蘭縣冬山鄉人，中華民國法官、检察官，曾任中華民國最高法院檢察署檢察總長，也是中華民國史上首位由總統提名，提名人陳水扁，經立法院同意後任命的檢察總長。

## 生平
陳聰明自臺灣省立宜蘭中學初中部、台北師範專科學校畢業，淡江文理學院公共行政系肄業，法務部司法官訓練所司法官班13期結業。歷任冬山國小教師，經濟部投資審議委員會專員，台灣台北地方法院檢察處書記官，花蓮、雲林、新竹地方法院推事，台灣台北地方法院檢察處檢察官、主任檢察官，台灣台北地方法院推事兼庭長，台灣板橋地方法院檢察署主任檢察官，台灣高等法院檢察署檢察官，福建金門地方法院檢察署檢察長，台灣高等法院檢察署主任檢察官，台灣南投、新竹、台中、台北地方法院檢察署檢察長。
陳聰明奉總統核定為民国75年及民国80年保舉最優人員。他还曾任台灣高等法院高雄分院檢察署檢察長。民国85年（1996年）5月，出任台灣新竹地方法院檢察署檢察長。民国86年（1997年）7月，出任台灣台中地方法院檢察署檢察長。民国86年，获全國模範公務人員。
2007年1月18日，經中華民國立法院同意，陳聰明出任最高法院檢察署檢察總長。2007年2月12日，正式宣誓就任檢察總長。

### 彈劾案
2007年初，陳聰明陸續遭媒體爆料與黃芳彥醫師、立法院院長王金平聚餐，有司法不中立的疑慮，而遭到基層檢察官與媒體質疑。陳瑞仁檢察官及檢察官改革協會俱發表聲明，嚴厲批評陳聰明，甚至不惜推動檢察總長的退場機制，但2007年3月30日法務部所公布之調查報告中，並無任何違法部分。2008年爆發陳水扁前總統國務機要費案後，前調查局長葉盛茂聲稱曾在2008年2月初攜帶艾格蒙聯盟相關公文面呈陳聰明。陳聰明嚴詞否認，後葉盛茂在2008年10月14日庭訊時，當庭承認並未將相關公文交給陳聰明。立法委員吳敦義在2008年9月24日立法院質詢時，爆料陳聰明曾於檢方搜索陳前總統住宅当天凌晨前往黃芳彥住處，但於兩日後承認自己烏龍。特偵組偵辦陳前總統案件時，反不斷遭到在野黨綠營人士質疑司法不公。
2010年1月5日，監察院彈劾檢察總長陳聰明一案，在一名監察委員請假，六名監察委員贊成，六名監察委員反對的情況下，未通過彈劾案。媒體爆料此投票結果，監察院反倒要清查記者是否洩密。1月19日，監察院再度表決以8票對3票通過该彈劾案，並以7票對4票通過要求法務部部長王清峰對陳聰明做急速處分。陳聰明成為中華民國有史以來第一位遭彈劾的檢察總長；不過当天下午陳聰明即自行提出辭職。1月20日下午，总统马英九批准其辞呈。

## 著述論文
- 兩岸刑法比較研究, 2024-01-02。

## 家庭
- 妻子：蘇美珠[2]

## 外部連結
- 最高法院檢察署-檢察總長簡介
- 檢察官改革協會

| 司法职务      | 司法职务                           | 司法职务               |
| ------------- | ---------------------------------- | ---------------------- |
| 前任： 吳英昭 | 最高法院檢察署檢察長 2007年—2010年 | 繼任： 曾勇夫 （代理） |